# Ilimbav, Sibiu
Ilimbav mai demult Ilenbav (în dialectul săsesc Ellimbich, germană Eulenbach, Illenbach, în maghiară Illenbák) este un sat în comuna Marpod din județul Sibiu, Transilvania, România.

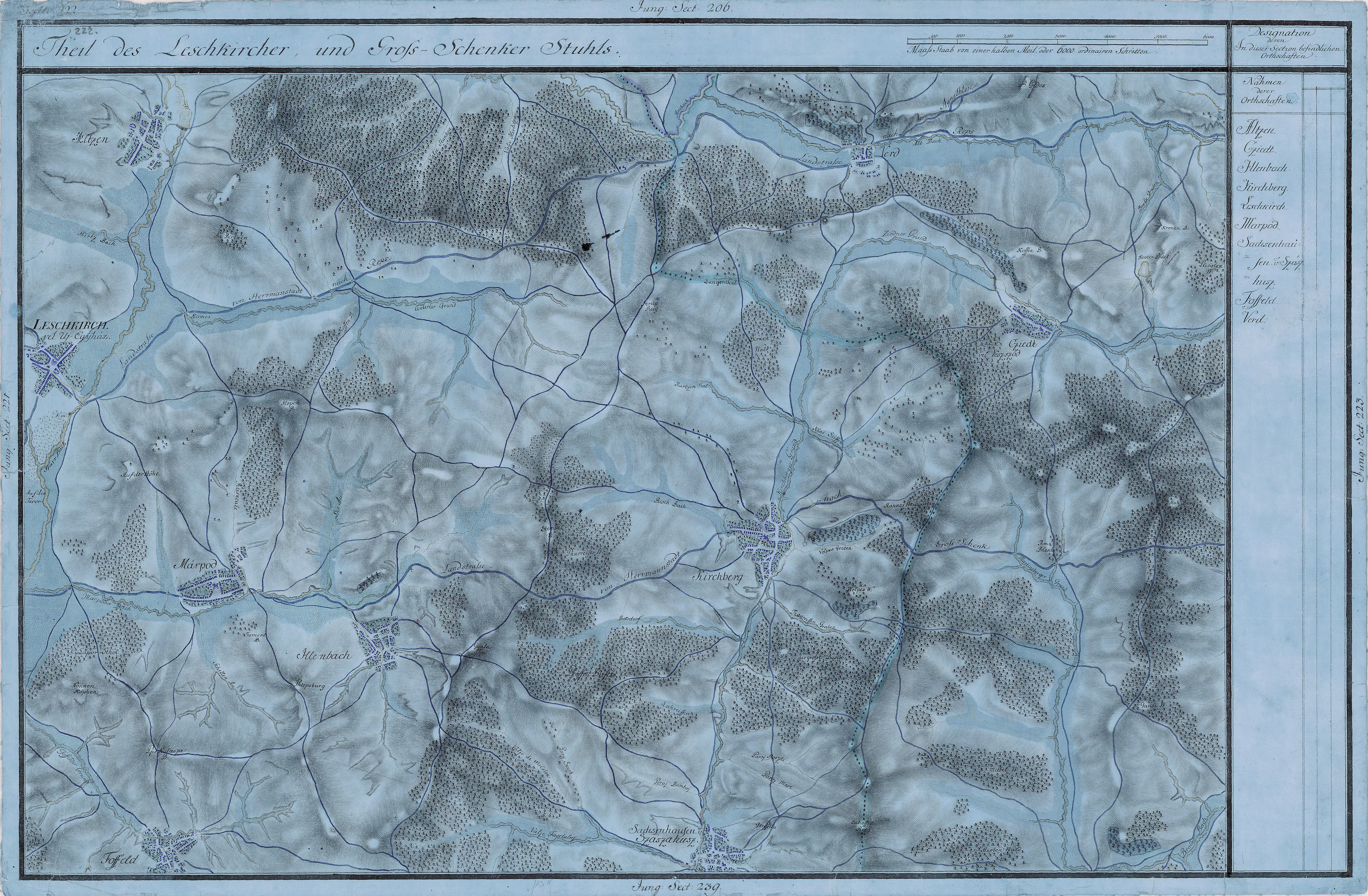
Ilimbav în Harta Iosefină a Transilvaniei, 1769-1773

## Vezi și
- Biserica de lemn din Ilimbav

## Galerie imagini

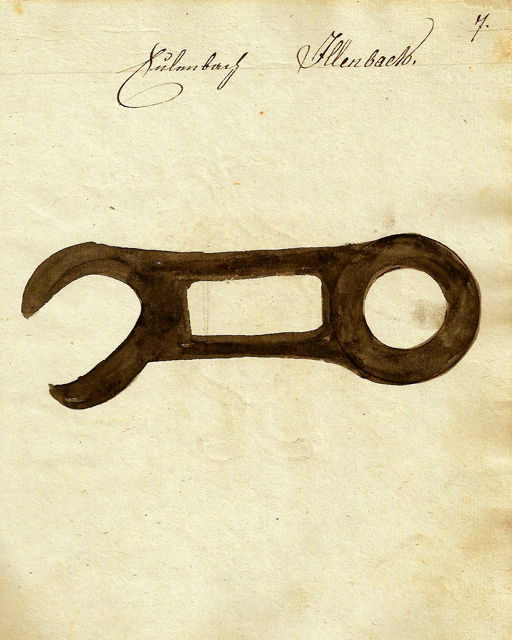
1826 - Danga pentru vitele din Ilimbav
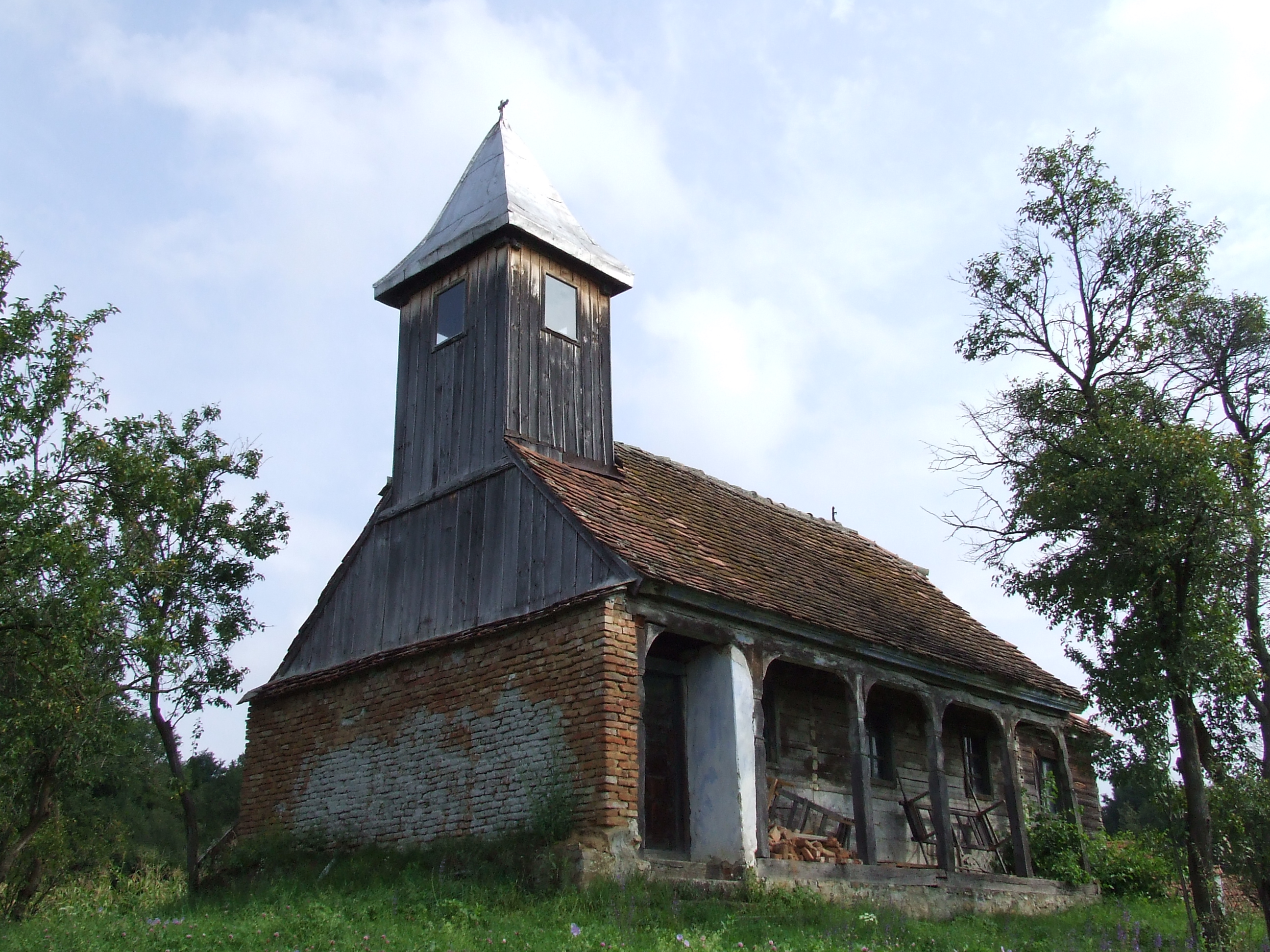
Biserica de lemn
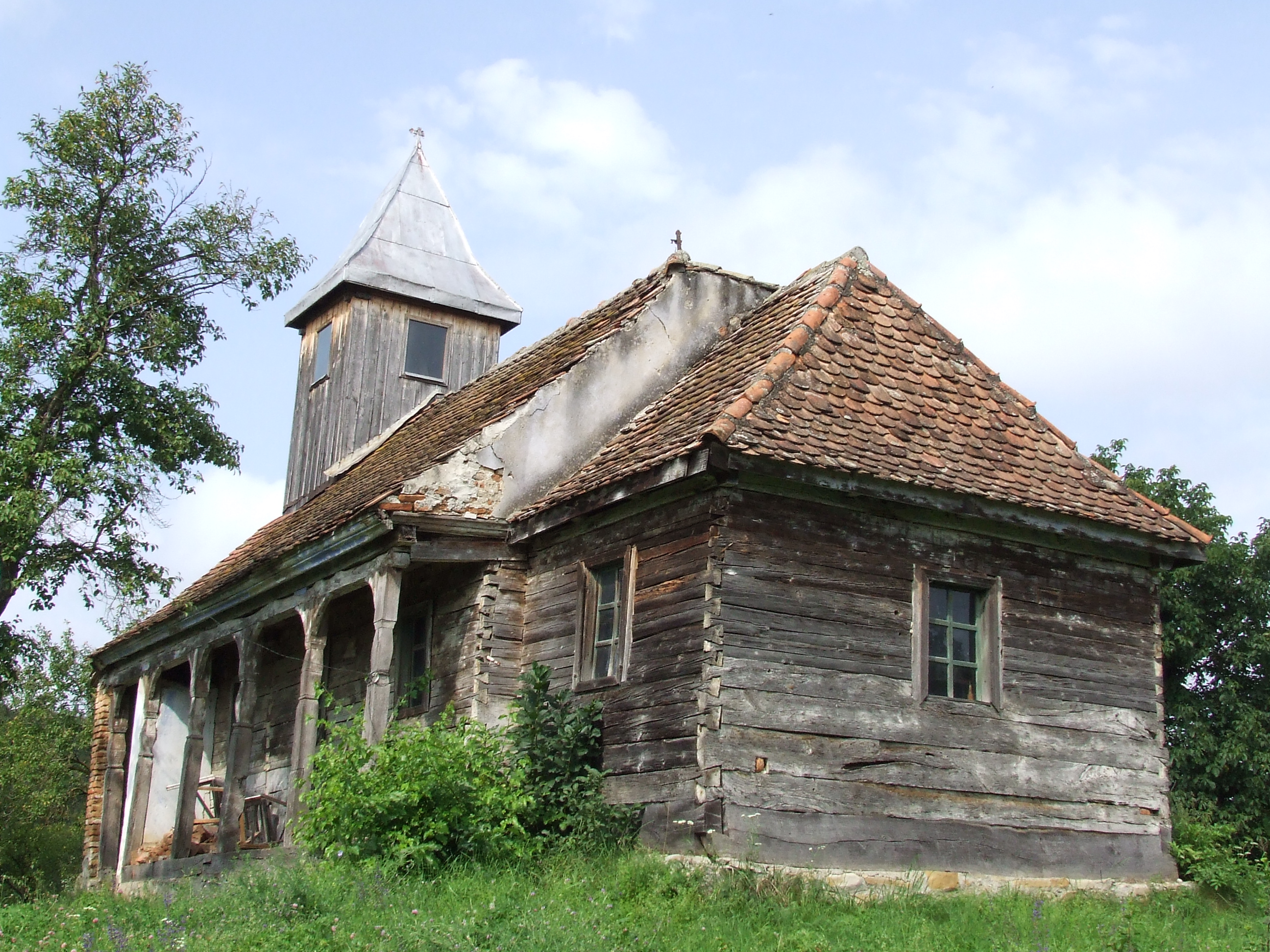
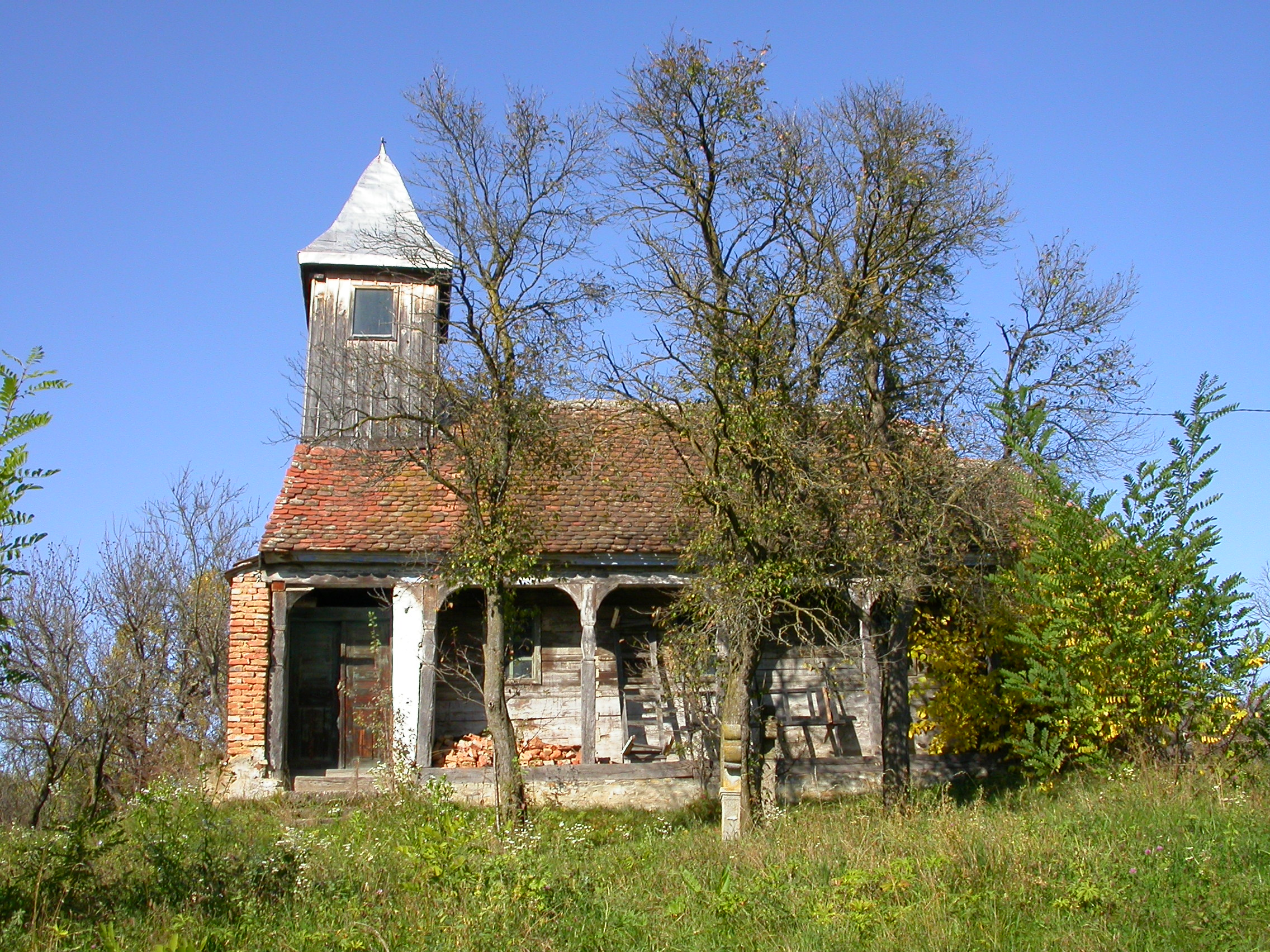
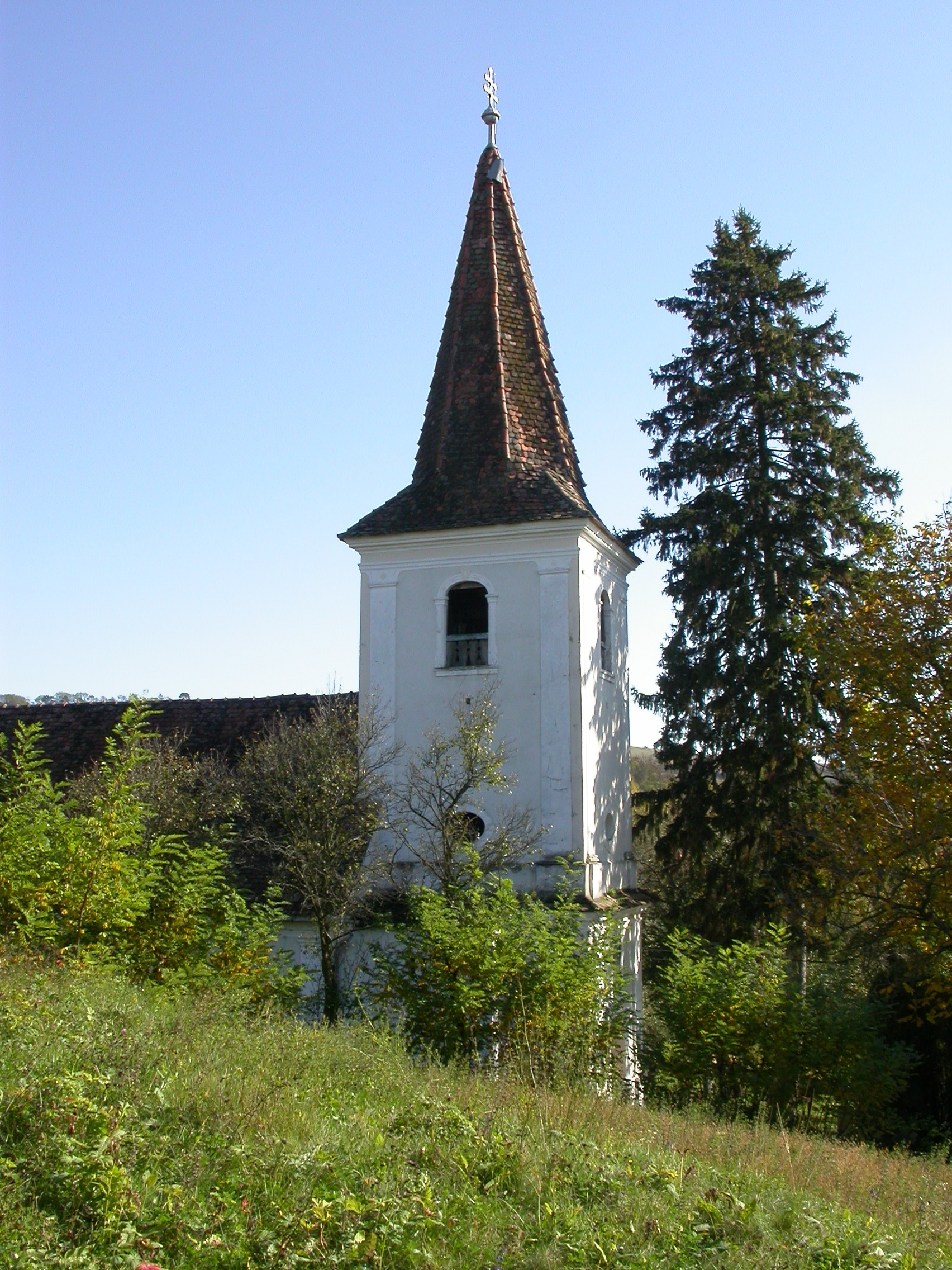